# قباقبة (حزم العدين)

تعديل مصدري - تعديل

قباقبة محلة تابعة لقرية حليمة، التابعة لعزلة حليمة بمديرية حزم العدين إحدى مديريات محافظة إب في الجمهورية اليمنية، بلغ تعداد سكانها 32 حسب تعداد اليمن لعام 2004.